# Behta Hajipur
Behta Hajipur (o Behta Hazipur) è una suddivisione dell'India, classificata come census town, di 94.414 abitanti, situata nel distretto di Ghaziabad, nello stato federato dell'Uttar Pradesh. In base al numero di abitanti la città rientra nella classe II (da 50.000 a 99.999 persone).

## Geografia fisica
La città è situata a 28° 43' 32 N e 77° 18' 15 E.

## Società

### Evoluzione demografica
Al censimento del 2001 la popolazione di Behta Hajipur assommava a 94.414 persone, delle quali 51.242 maschi e 43.172 femmine. I bambini di età inferiore o uguale ai sei anni assommavano a 17.486, dei quali 9.428 maschi e 8.058 femmine. Infine, coloro che erano in grado di saper almeno leggere e scrivere erano 56.799, dei quali 35.389 maschi e 21.410 femmine.